# 金晶和
金晶和（1983年9月9日—），韓國女演員，名字常被音譯為金晶華。

## 演藝經歷
曾演過多部戲劇，並拍過多部廣告、MV，也曾在MBC擔任過電台主持人，出道作為李承煥的MV《你和你》。出道之初，原本受邀到中國大陸拍攝電視劇《北京，我的愛》，後來因SARS影響停止這部戲的運作，之後與權相佑合作拍攝的電影，也因電影公司的財務問題，未能上映。2005年初與李孝利、柳鎮合作的週末電視劇《三葉草》收視率不佳，選擇暫時息影。
2013年8月24日與歌手維恩成（被誤譯為「劉恩成」）結婚。

## 演出作品

### 電視劇
- 2001年：MBC《男生女生向前走》飾演 金晶華
- 2002年：SBS《玻璃鞋》飾演 朴嫣紅
- 2003年：MBC《1%的可能性》飾演 金多賢
- 2003年：SBS《太陽深處》飾演 姜秀貞
- 2004年：KBS《白雪公主》飾演 麻永希
- 2005年：SBS《三葉草》飾演 朴豔姬
- 2007年：SBS《錢的戰爭》飾演 李車妍
- 2007年：MBC Every1《倒紅酒的惡魔》飾演 閔秀妍
- 2008年：MBC《每天夜晚》飾演 王珠賢
- 2008年：KBS《明知後悔還會做的事》
- 2008年：KBS《風之國》飾演 李雉
- 2009年：MBC《做得好 做的妙》飾演 羅美拉
- 2010年：SBS《人生多美麗》飾演 于琴芝
- 2011年：KBS《廣開土太王》飾演 雪芝
- 2012年：MBC《蠢才松糕》飾演 金珠熙
- 2013年：tvN《驚豔的她》（第3集客串）
- 2013年：tvN《戀愛操作團：大鼻子情聖》飾演 尹伊雪
- 2015年：JTBC《D-Day》飾演 殷昭律
- 2017年：MBC《20世紀少男少女》飾演 史浩星/李秀妍
- 2018年：O'live《恩珠的房間》飾演 沈恩晶
- 2019年：tvN《自白》飾演 Jenny宋
- 2019年：SBS《Stove League》
- 2020年：Channel A《怪咖！文主廚》飾演 劉曉明（特別出演）
- 2020年：tvN 《Oh My Baby》飾演 鄭仁雅（特別出演）
- 2020年：tvN《外出》飾演 吳敏珠
- 2021年：tvN《我的上流世界》飾演 崔秀智

### 單元劇
- 2004年：KBSDrama City之按摩師
- 2004年：MBCHanpem Drama之与Remonade对话的少女

### 電影
- 2004年：《間諜俏辣媚》
- 2006年：《愛，不悔》
- 2007年：《藍色自行車》
- 2010年：《東京出租車》
- 2010年：《尋求自我》
- 2016年：《鳳伊 金先達》
- 2018年：《朝鮮名偵探3：吸血鬼的秘密》
- 2018年：《女中生A》
- 2020年：《合奏》

### MV
- 2000年：李承煥《你和你》
- 2000年：MOVE《Babybaby》
- 2000年：Island《Yesterday》
- 2001年：李承煥《Christmas Wishes》
- 2002年：4U《In My Heart》【車勝元】
- 2002年：Noel《即使抓住》【金來沅、朴志胤】
- 2002年：Noel《姻緣》
- 2002年：Noel《I Know》
- 2003年：李承煥《輪迴》
- 2004年：李素羅《現在就這樣》
- 2009年：星《看電視劇的話》
- 2009年：1sagain《My Love》

## 獲獎
- 2002年：SBS演技大賞－New Star獎
- 2003年：SBS演技大賞－女配角獎

## 外部連結
- 金晶和的Instagram帳戶
- NAVER搜索 （页面存档备份，存于）
- 김정화의 매력을 사랑하는 모임 （页面存档备份，存于）